# Славное (Тверская область)
Сла́вное — деревня в Калининском районе Тверской области. Центр Славновского сельского поселения.
Расположена в 20 км к северу от города Твери, на старом Бежецком шоссе. Автодорога «Тверь—Бежецк—Весьегонск—Устюжина» обходит деревню с запада. Находится на реке Орше, при впадении в неё речки Осиновки (или ручей Осиновец). К северу от ручья — бывшее село Славное, к югу — бывшая отдельная деревня Васильево (Василёво).

## История
Первое письменное упоминание села Славное можно найти в Дозорной книге Тверского уезда, дозорщика Г. Коледенского 1615 года (подлинник в РГАДА фонд 1209 опись 1 дело 467). «стан Шеской … За вдовою за Марьею Ивановскою женою Князева в вотчине село Славное а в нем храм великого чюдотворца Николы древян клецки разорен от литовских людей стоит бес пенья. Да в селе ж двор вотчинников пуст.»

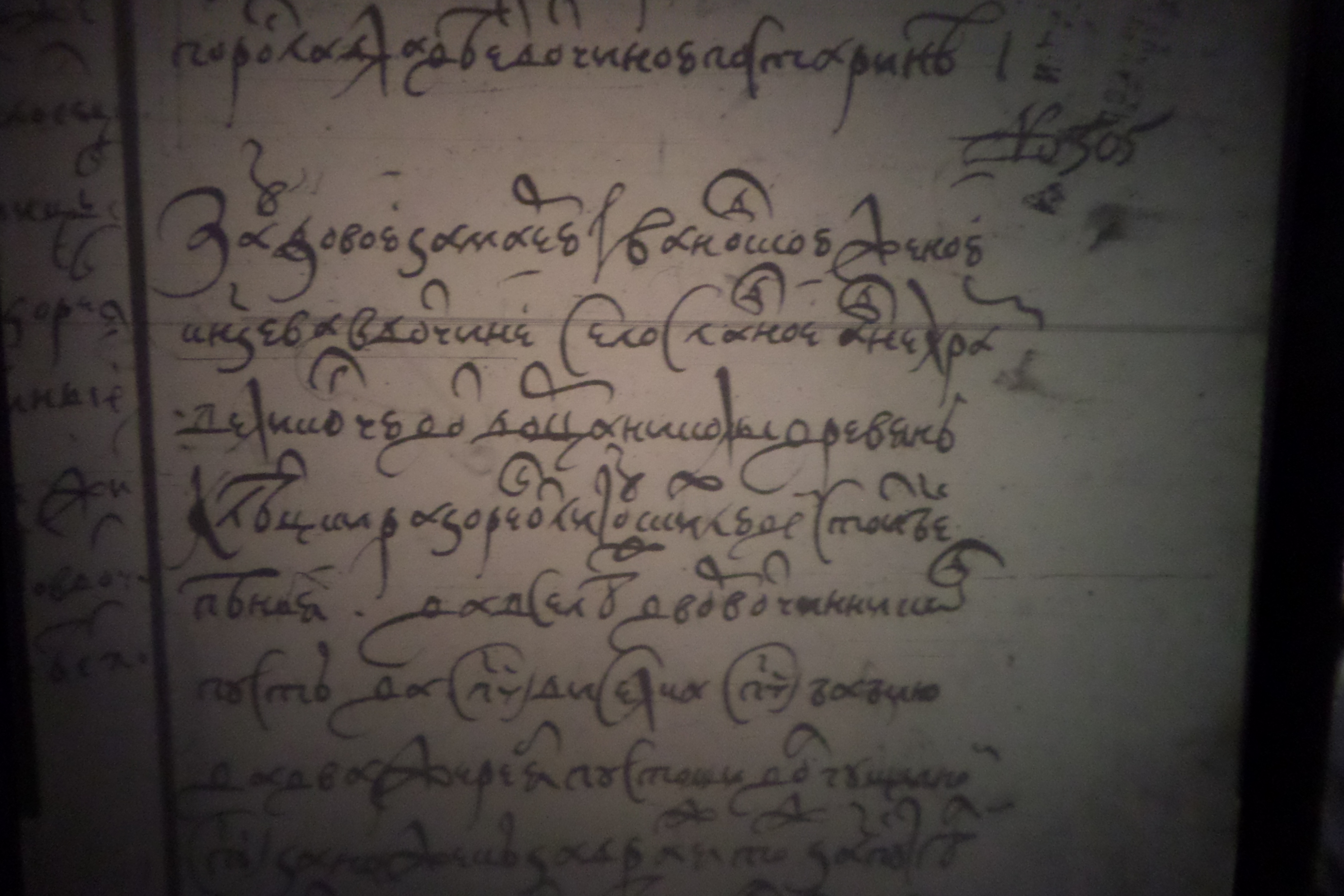
Первое письменное упоминание села Славное в Дозорной книге Тверского уезда 1615 года

В Писцовой книге Тверского уезда письма Ф. Игнатьева 1627(8) г. (список 17 века в РГАДА фонд 1209 опись 1 дело 16057) оно значится за Афанасием Даниловичем Блохиным, купившем его в 1624(5) г. у Марфы Бахтеяровой вдовы Томилы Елдезина и её внучки Маланьи Александровой Вырубовой. Позднее село принадлежало Алексею Михайловичу Блохину (внуку Афанасия Даниловича) от которого оно в 1653 г. перешло в качестве приданого матери её второму мужу Феодосию Титовичу Беклемишеву. 17 апреля 1686 года поместье Федосея Беклемишева отказано Ивану Васильевичу Заборовскому - мужу его дочери Акулины Федосеевны Беклемишевой. А в 1707 году справлено за Федосьей Ивановой дочерью Заборовского женой Василия Афанасьевича Дмитриева-Мамонова по заручному челобитью от матери ее Акулины Федосеевой дочери Ивановой жены Заборовского. С этого времени село Славное перешло в собственность Дмитриевых-Мамоновых, которые владели его крестьянами вплоть до отмены крепостного права. Последовательно это были Дмитриев-Мамонов Василий Афанасьевич до 1739 г., Дмитриев-Мамонов Матвей Васильевич - 1739-1810 гг., Дмитриева-Мамонова Прасковья Матвеевна - 1810-1823 гг., Дмитриев-Мамонов Матвей Александрович - 1823-1861 гг.
Согласно ревизским сказкам села Славного (ГАТО фонд 312 опись 6 дела 18, 100, 212, 283, 421, 625, 838, 1141) в нем жило (без учета церковнослужителей) на 1745 г. 50 мужчин, на 1763 г. 49 мужчин и 62 женщины, на 1782 г. 70 мужчин и 77 женщин, на 1795 г. 74 мужчины и 73 женщины, на 1811 г. 81 мужчина, на 1816 г. 85 мужчин и 88 женщин, на 1834 г. 86 мужчин и 94 женщины, на 1850 г. 88 мужчин и 106 женщин, на 1858 г. 97 мужчин и 104 женщины.
В Списке населенных мест 1859 года значится владельческое село Славново с православной церковью (18 вёрст от Твери, 24 двора, 209 жителей).
Во второй половине XIX — начале XX века село было центром прихода и Арининской волости Тверского уезда Тверской губернии. В 1886 году — 44 двора, 257 жителей.
В 1914 году прихожан Никольской церкви в селе Славном и в 10 деревнях прихода — 1313 человек.
В 1919 году Славное центр одноимённого сельсовета Арининской волости Тверского уезда, 80 дворов, 394 жителей.
В 1929—1935 годах село центр Славновского сельсовета в составе Калининского района Московской области. С 1935 по 1956 год Славновский сельсовет относится к Кушалинскому району Калининской области. С 1956 года — в составе Калининского района, в 1970-80-е годы Славное — центральная усадьба совхоза «Смена».
В 1997 году — 104 хозяйства, 284 жителя; администрация сельского округа, неполная средняя школа, ДК, библиотека, медпункт, отделение связи, магазин.

## Население
| 1859 | 1886 | 1919 | 1997 | 2002 | 2008 | 2010 |
| ---- | ---- | ---- | ---- | ---- | ---- | ---- |
| 209  | ↗257 | ↗394 | ↘284 | ↘249 | ↗302 | ↘264 |